# Tangentielle d'Orléans
La tangentielle d'Orléans ou rocade d'Orléans est une voie rapide française du département du Loiret et de la région Centre-Val de Loire. Elle constitue une partie de la route européenne 60, ainsi qu'une partie de l'ancienne route nationale 60 transformée en voie rapide au nord, à l'ouest et au nord-est d'Orléans.
Son trafic automobile est de première importance pour la métropole orléanaise aussi bien au niveau des trajets domicile - travail que du transport de marchandises.

## Caractéristiques
- Trafic journalier (2017) : 71 430 à 42 625 sur A10, 40 869 sur A71[1].
- Limitations de vitesse : 50 à 110 km/h.
- Aires : stations essence au niveau de Mardié (aire des Grillons dans le sens Orléans/Montargis ; aire des Breteaux dans le sens Montargis/Orléans).

## Tracé

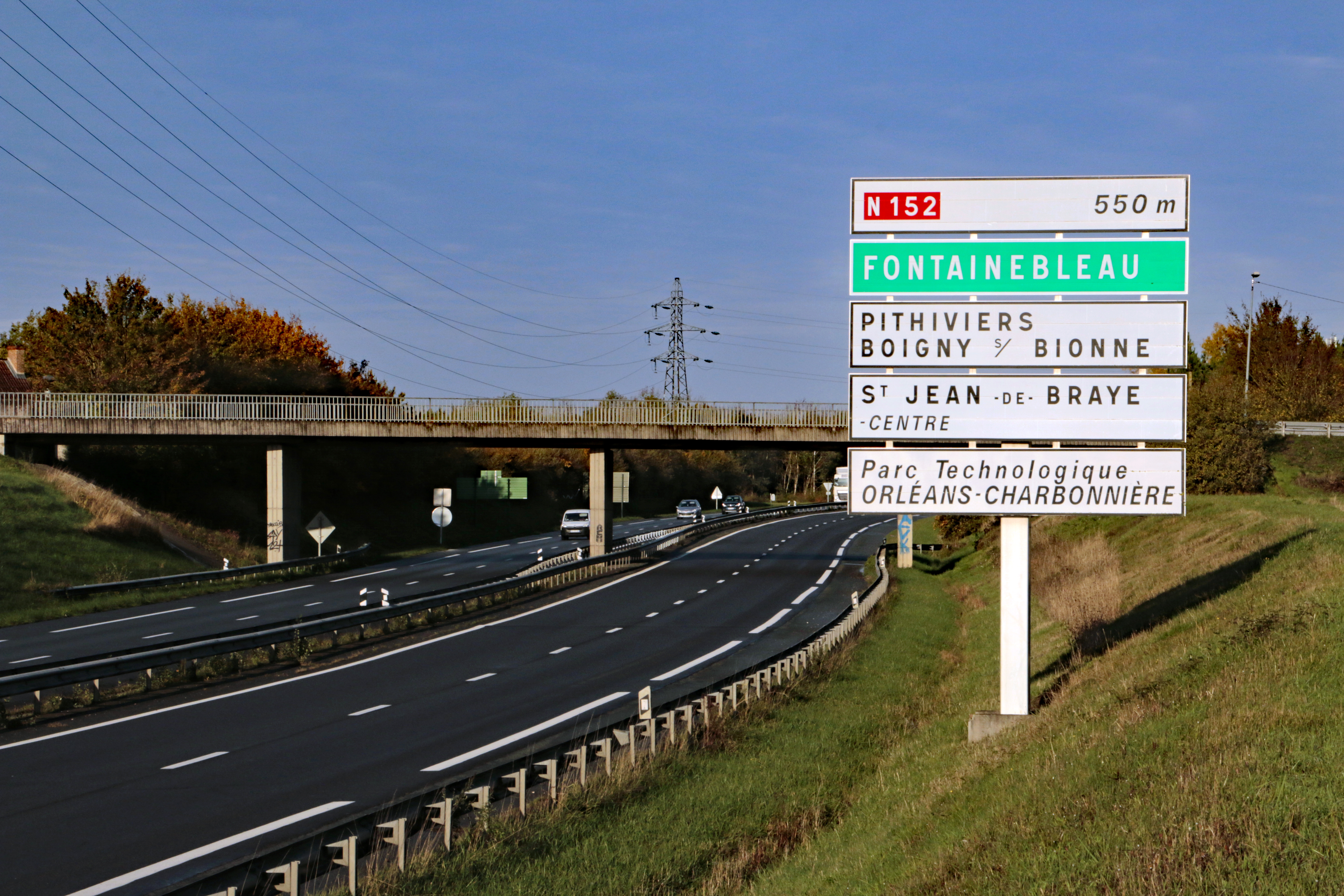
La tangentielle à Boigny-sur-Bionne

Située au nord de la Loire, la tangentielle constitue la rocade de l'ouest et du nord de la métropole orléanaise puis rejoint l'est de l'aire urbaine d'Orléans.
Le territoire de treize communes est traversé par la tangentielle qui relie, d'ouest en est, Saint-Jean-de-la-Ruelle, Ingré, Saran, Fleury-les-Aubrais, Orléans, Semoy, Saint-Jean-de-Braye, Boigny-sur-Bionne puis Chécy.
Au sortir de l'agglomération d'Orléans, elle rejoint Châteauneuf-sur-Loire via Mardié, Donnery, Fay-aux-Loges et Saint-Denis-de-l'Hôtel.
La portion reliant Saint-Jean-de-la-Ruelle à Saran (RD520) est appelée « Tangentielle ouest ».

## Connexions
- 01 : centre commercial Aushopping Saint-Jean
- carrefour à feu : rue Paul Doumer
- 02 : RN 157,Orléans, Saint Jean de la Ruelle centre, Ingré, Ormes
- 03 : Les chaises
- 04 : D602, Saran Vilpot
- Échangeur entre autoroute A701 et Tangentielle d'Orléans vers l'autoroute A10
- 05 a : RN 20, Orléans, Saran, zone d'activités de la RN 20
- 05 b  : RN 20, Paris, Saran centre, centre commercial Saran nord Cap Saran
- 06 : Fleury-les-Aubrais, centre commercial de la forêt
- 07 : Fleury-les-Aubrais
- 08 : D97, gare des Aubrais, Fleury-les-Aubrais
- 09 : Orléans centre, Orléans-Fontaine
- 10 : D301, Semoy, Saint-Jean-de-Braye, Chanteau
- 11 : D2152, Saint-Jean-de-Braye, Boigny-sur-Bionne, parc technologique Orléans-Charbonnière, Marigny-les-Usages, forêt d'Orléans
- 12 : D8, Chécy, centre commercial Chécy Belles Rives, Mardié, Bou
- 13 : D921, Donnery, Fay-aux-Loges, forêt d'Orléans, Saint-Denis-de-l'Hôtel, aéroport d'Orléans - Saint-Denis-de-l'Hôtel, Jargeau, pont de Jargeau
- 14 : RD10, RD952, RN 60, Châteauneuf-sur-Loire, pont de Châteauneuf-sur-Loire
- Fin de rocade d'Orléans nord-nord est : début de voie rapide vers Montargis